# Eleições presidenciais no Tajiquistão em 2013
As eleições presidenciais foram realizadas no Tajiquistão em 6 de novembro de 2013. O presidente Emomali Rakhmov foi reeleito com 84% dos votos, com uma participação eleitoral de 86,6%.
No poder desde 1992, Rakhmov buscava um novo mandato e era esperado que fosse reeleito. Nenhum de seus cinco oponentes, que eram "virtualmente desconhecidos mesmo dentro do país", ele foi criticado publicamente, enquanto Oynihol Bobonazarova, um ativista de direitos humanos geralmente considerado como o único candidato da oposição real, foi impedido de participar, por não conseguir assinaturas suficientes para se registrar como candidato. Sua formação, o Partido Islâmico da Renascentista, culpou as autoridades locais por assediar ativistas do partido que buscavam coletar assinaturas.

## Sistema Eleitoral
O presidente foi eleito para um mandato de sete anos, com uma participação de 50% necessária para validar o resultado. Os candidatos em potencial precisavam coletar 210 mil assinaturas para participar.
Os centros de votação fecharam às 22:00 e os resultados oficiais iniciais deveriam ser entregues no dia seguinte.

## Resultados
| Candidato                            | Partido                              | Votos     | %      |
| ------------------------------------ | ------------------------------------ | --------- | ------ |
| Emomali Rahmon                       | Partido Democrático Popular          | 3,023,754 | 83.92  |
| Ismoil Talbakov                      | Partido Comunista                    | 181,675   | 5.04   |
| Talibek Buhariyev                    | Partido Agrário                      | 166,224   | 4.61   |
| Olimzhon Boboyev                     | Partido da Reforma Econômica         | 140,733   | 3.91   |
| Abduhalim Ghafforov                  | Partido Socialista                   | 54,148    | 1.50   |
| Saidjafar Ismanov                    | Partido Democrático                  | 36,573    | 1.02   |
| Total                                | Total                                | 3,603,107 | 100.00 |
|                                      |                                      |           |        |
| Votos válidos                        | Votos válidos                        | 3,603,107 | 98.98  |
| Votos inválidos/em branco            | Votos inválidos/em branco            | 36,949    | 1.02   |
| Total de votos                       | Total de votos                       | 3,640,056 | 100.00 |
| Eleitores registrados/comparecimento | Eleitores registrados/comparecimento | 4,201,156 | 86.64  |

## Referenciais
1. "Tajiquistão volátil define eleição presidencial para 6 de novembro". Reuters, 30 de agosto de 2013.
2. Tajiquistão realiza eleição presidencial. Al Jazeera, 6 de novembro de 2013.